# UKUSA協定
UKUSA協定（ユークーサきょうてい、英:United Kingdom-United States of America Agreement）とは、アメリカ (USA) の国家安全保障局やイギリス (UK) の政府通信本部など5ヶ国の情報機関が世界中に張り巡らせたシギント (SIGINT) の設備や盗聴情報を相互利用・共同利用する為に結んだ協定のことである。
かつては秘密協定だったが、現在は条文の一部が公開されている。
なお、UKUSA協定グループのコンピュータネットワークはエシュロン (Echelon) と呼ばれている。

## 協定締結組織
共通点は、イギリス帝国の植民地を発祥とするアングロサクソン諸国の機関であること（アメリカ以外は現在も英連邦構成国）。
ファイブ・アイズ とも呼ばれる。
- アメリカ - 国家安全保障局 (NSA)[1]
- カナダ - カナダ通信保安局（英語版） (CSE)[1]
- イギリス - 政府通信本部 (GCHQ)[1]
- オーストラリア - オーストラリア信号総局（英語版） (ASD)[1]
- ニュージーランド - 政府通信保安局 (GCSB)[1]

エドワード・スノーデンはイスラエル、シンガポール、日本、韓国が非加盟国でありながらファイブアイズと協力していることを示すNSAの機密文書を公開した。さらに2018年初めからは、日本とフランス、ドイツの3ヶ国が中国のサイバー空間における活動を念頭に会合を開き、ファイブアイズと3ヶ国の連携で情報共有の新たな枠組みが作られた。2020年には、日本、フランス、韓国が参加した枠組みも発足した。
- その他、連携国など
  -  シンガポール
  -  イスラエル
  -  日本
  -  フランス
  -  ドイツ
  -  韓国

イギリス紙のガーディアンは、「対中国の観点から日本がファイブアイズへ参加し、6番目の締結国となる可能性がある」と報じている（2019年7月29日）。

## 歴史
第二次世界大戦中、アメリカ陸軍とアメリカ海軍それぞれの暗号部（のち1952年に「軍保安局」ことAFSAを経てNSA）とイギリスの政府暗号学校（GC&CS、現在の政府通信本部)は、共同でドイツの暗号機エニグマを解読した。この協力関係は1940年6月に始まった。この年、駐米イギリス大使のフィリップ・ヘンリー・カー（11代ロジアン侯爵）は国務省を通じてアメリカ戦争省に対して、短波ラジオ（航空機レーダー探知機）などの機密技術情報の提供を依頼した。大統領や陸軍・海軍長官はこの依頼を閣議で了承し、旧陸軍省の戦争計画部が暗号部に協力を命じた。1943年、アメリカ旧陸軍省とイギリスのGC&CSが「特殊な諜報に関する協定」を、アメリカ陸軍とGC&CSが「信号諜報に関する協定」をそれぞれ締結した。
米英両国の間の協力関係は戦後も続き、1946年にはソ連との冷戦に備えて協定を結んだ。1956年のスエズ動乱で米英両国は対立したが、協力関係は途絶えずにカナダやオーストラリア、ニュージーランドなどのアングロサクソン諸国を加えて、世界中に通信傍受施設のネットワークを張り巡らせた。NSAは北極圏からリビアの砂漠まで2000箇所に6000人を配置し、日本にも上瀬谷通信施設や三沢暗号業務センターを設けた。この時代の通信傍受施設では三角測量を行なって、ソ連の艦船や潜水艦の位置、戦略ミサイルや防空ミサイルの配置を割り出していたと言う。またNSAは戦時中から1970年代までウエスタンユニオンなどの三大電報会社が海外に送信する全ての電信を毎日提出させて、外交公電や暗号電報を探し出し、解読していたと言う。鹵獲したドイツのゲハイムシュライバー暗号機によって、1945年の国連設立から数年はソ連の最高レベルのものを含め世界30ヶ国以上の暗号を解読することが出来たため、国連本部ビルをニューヨークに置かせたという説もある。
1970年代になると「国際シギント規則」が整備され、協定グループ間で用語や用紙の規格の共通化が行われた。またコンピュータネットワークが整備されて、単一の「プラットフォーム」が作られた。これは協定各国の52個のコンピュータシステムをメリーランド州フォート・ジョージ・G・ミードにあるNSAのホストコンピューターに接続してネットワーク化したものである。使用するソフトウェアは共通であり、エシュロンと呼ばれることもある。各国の傍受局はエシュロンと繋がっており、データをネットワーク上で共有化することで各国の傍受施設を共同利用・相互利用でき、あたかも1つの巨大な傍受網のようになっている。イギリスのGCHQが傍受した情報は北アメリカのNSAやCSECなどが回覧でき、1982年のフォークランド紛争ではアルゼンチン軍の暗号の殆どをNSAが解読してイギリスに教えた。シギント衛星の共同利用も行なわれており、資金難で独自衛星を断念したイギリスは、NSAの偵察衛星「マグナム」（Magnum）に分担金を支払って相乗りした。この仕組みはファックスや商業通信衛星「インテルサット」が普及した1980年代に入ると効果を増した。以前は封書で運ばれていた私信や外国で発信された企業の契約・業務交渉、外国の軍事外交文書が衛星の傍受で手に入るようになったのである。地球を取り囲むように配置されたインテルサットに向けて、各国は「ミラーサイト」を作って、90フィート (27 m)のパラボラアンテナ群を向けた。例えば日本の三沢暗号業務センターでは、合衆国空軍第301情報編隊がインテルサット8や中国の国内衛星を傍受していると言う。NSAの場合、傍受した情報はその場で分析したり、リモコン傍受基地からエシュロンで本部やハワイ・オアフ島のキャンプ・クニアにあるクニア地域シギント工作センター (RSOCs) などに送って共有化することで、各国は世界中で傍受した様々な情報や報告書を入手できるようになった。
1990年代に冷戦が終わると、国家間の戦争より麻薬やテロ、密入国、ロシアの犯罪組織などが問題になった。2000年頃には武器拡散を防ぐために、GCHQが傍受した中国とイランの対艦ミサイルの取引を妨害するNSAの作戦が行なわれたと言う。一方でUKUSA協定グループ以外の国々は同盟国・敵対国ともに盗聴されて、情報はデータベースに半永久的に保管されるので、個人のプライバシーの侵害や産業スパイを心配した。欧州議会はNSAがエシュロンを使って、エアバスの技術を盗むのではないかと疑い調査した。1995年にジュネーブで行われた日米自動車交渉では、NSAが自動車会社の幹部の電話を盗聴したと言う。協定各国のどこかで作られた曖昧な情報によって、知らない間にブラックリストにのせられて拘禁された外国人が何人もいて、政府の監視技術の広域化による個人の権利侵害の危険性を心配する意見もあった。

無敵かと思われたUKUSA協定グループだったが、2001年のアメリカ同時多発テロ事件を防止することは出来なかった（ただし911テロ事件の犯行計画を事前に米政府が察知していたが何らかの理由により公表しなかった、又はそもそも当テロ事件が米政府による自作自演だったという可能性を疑う主張は多方面から根強く存在している）。
2000年代は従来の衛星通信やマイクロ波通信の他に、インターネットやデジタル携帯電話が普及し、光ファイバーや光波長多重通信 (WDM) を用いた海底ケーブルの利用や暗号化が進み、盗聴の難易度が上がった。しかし世界のインターネットエクスチェンジ (IXP)やトランジット・トラフィック、盗聴や逆探知の鍵となるルーターの技術や莫大な数の個人情報を持つ有力なネットサービスを握っているのは協定各国であり、その気になれば幾らでも通信傍受は可能である。ウォーターゲート事件を受けて制定された外国情報活動監視法 (FISA) による国内盗聴には規制があり、NSAは偶然に傍受した合衆国市民の氏名を報告書から消すために多大な努力を払っているが、同時多発テロ事件以降はFISAにより盗聴活動の是非審査を行なう「外国情報活動監視裁判所」の許可を得ずに数千件の国内盗聴を行なったという。GCHQも新技術に対応した通信傍受を行っているようである。またNSAはアメリカサイバー軍を傘下に収めてクラッキングを行ない、冷戦時代に中国とソ連に侵入したU-2偵察機や北朝鮮近海に侵入した情報収集艦のように情報を盗みに行くことも考えており、既に世界中で6万1000件のクラッキングを実行しているという内部告発もある。

## 協定の条文
第二次世界大戦後最初の英米通信諜報協定（BRITISH-U.S.COMMUNICATION INTELLIGENCE AGREEMENT。頭文字を取ってBRUSA―ブルーサとも略称される）は、1946年3月5日に合衆国陸海軍通信諜報局 (STate-Army-Navy CommunIcations Board; STANCIB) とロンドン信号諜報局 (London Signal Intelligence Board; LSIB) が締結したもので、12章の条文で構成されている。
- 協定の当事者（Parties to the Agreement）
- 協定の範囲（Scope of the Agreement）
- 協定の広さ - 製品（Extent of the the Agreement - Products）
- 協定の広さ - 方法と技術（Extent of the the Agreement - Method and Techniques）
- 協定の第三者（Third Parties to the the Agreement）
- 英連邦の自治領（The Dominions）
- 合衆国と大英帝国の政府機関の伝達経路（Channels between U.S and British Empire Agencies）
- 配布と保安（Dissimination and Security）
- 配布と保安 - 取引（Dissimination and Security - Commercial）
- 以前の協定（Previous Agreements）
- 協定の修正と終了（Amendment and Termination of Agreement）
- 活動開始と実施（Activation and Implementation of Agreement）

この協定は「合衆国、英連邦、大英帝国を除く全ての国」の「政府、陸海空軍、派閥、政党、省庁、政府機関、部局、代理・自称代理の1人または複数の人間」が行う全ての通信を対象とし、「軍事、政治、経済的価値を持つ国外の通信」も含まれると規定した。そして外国の通信に関する「通信量の測定、通信文書と機器の取得、通信量の分析、暗号解析、暗号解読と翻訳、通信組織・実務・手続き・機器に関する情報の取得」などの業務の成果や「方法と技術」情報の交換に合意した。またこの協定は排他的な協定で、英連邦の自治領と勝手に協定を結ぶことは出来ないと定めた。その後、1956年に新しいUKUSA協定（1955年5月10日版）を締結して、付属文書でオーストラリアとニュージーランドを管轄する文民組織「国防信号メルボルン支局」（DSB）との協力が明記された。

## 沿革
- （1939年9月1日 - ナチス・ドイツのポーランド侵攻に対してフランスとイギリスが宣戦し、第二次世界大戦が勃発）
- 1940年 - イギリスが米旧陸軍省に対して技術交換を依頼。ドイツ軍が西欧・北欧に侵攻した。
- 1941年6月 - ナチス・ドイツがソ連に侵攻し、独ソ戦が勃発
- 1941年12月 - 真珠湾攻撃、マレー作戦。大日本帝国、対米英開戦。アメリカが連合国の一員として対独伊西部戦線参加。
- 1943年 - 米旧陸軍省、陸軍とイギリスの政府暗号学校が1943年BRUSA協定（英語版）を締結。イタリア王国降伏。
- 1945年 - 大日本帝国及びナチス・ドイツの全枢軸国降伏し、第二次世界大戦が終結
- 1946年 - 米陸海軍通信諜報局と英政府暗号学校がBRUSA協定を締結[10]。ウィンストン・チャーチルが演説で西欧と東欧の分断を「鉄のカーテン」と表現。
- 1948年 - カナダが参加[10]。ベルリン封鎖や朝鮮半島の南北分断が行なわれ、米ソ両国の間で緊張が高まる。
- 1956年 - オーストラリアとニュージーランドが参加[10][注釈 4]。第二次中東戦争が勃発。
- 1995年
  - スイスのジュネーブで行われた日米自動車交渉がNSAに盗聴された[12]。情報は日米貿易摩擦に際してアメリカが有利になるよう使用されたと見られている。
  - 7月 - 旧ソ連の諜報活動が記されたベノナ文書が公開される
- 2001年 - 欧州議会の「エシュロン通信傍受システムに関する特別委員会」が報告書を提出
- 2010年 - 米英両国政府が機密指定を解除[2]
- 2013年 - NSAのインターネット盗聴システム「PRISM (監視プログラム)」や、NSAとGCHQの光ファイバケーブル盗聴作戦「Tempora」が内部告発された[17]
- 2015年 - NSAが日本やドイツなど、イギリス以外は同盟国もライバルとみなし、要人や政府機関の国際通信を盗聴していたことが、ウィキリークスの暴露により明らかになる

## 締結国首脳（2025年現在）

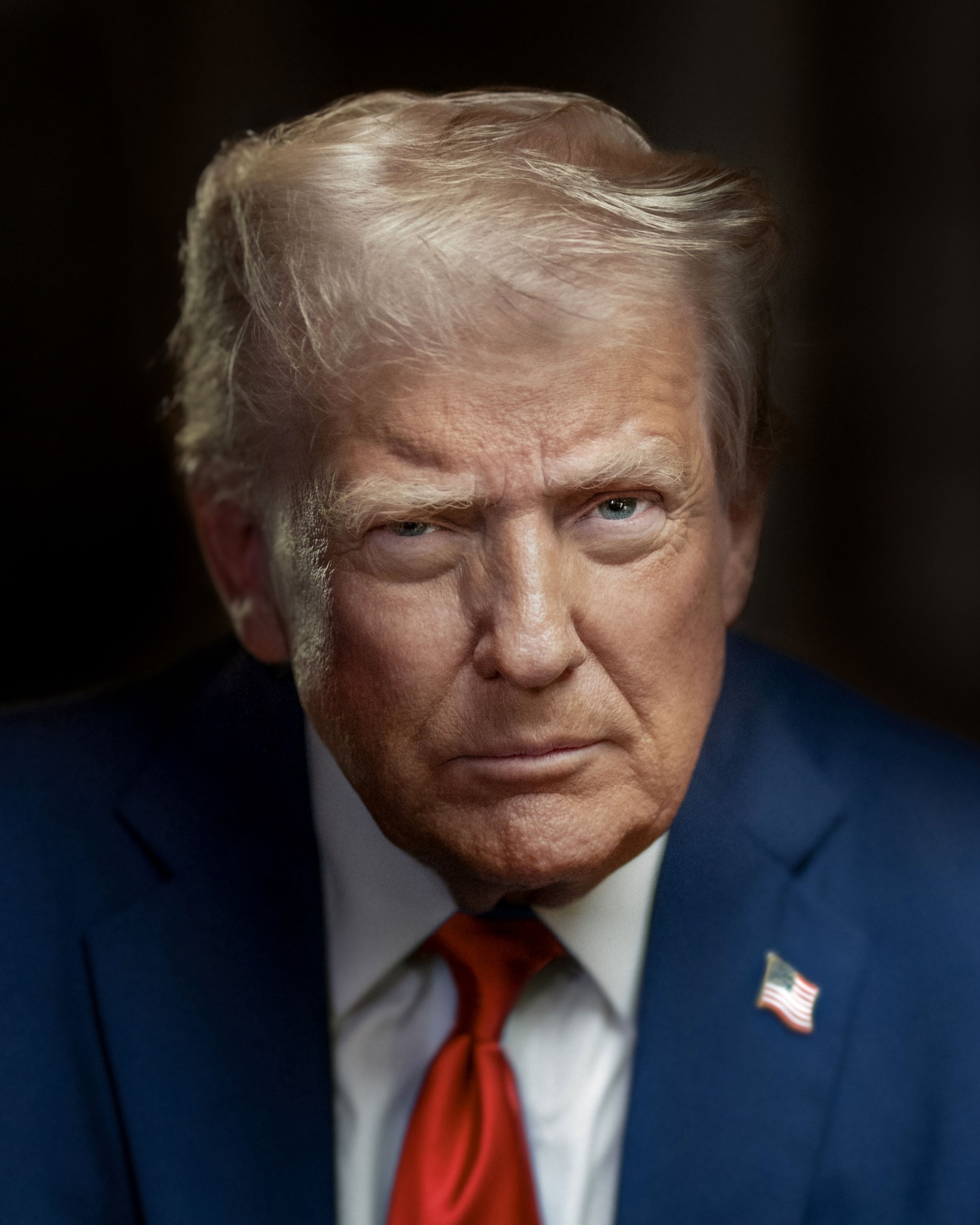
アメリカ ドナルド・トランプ（大統領）
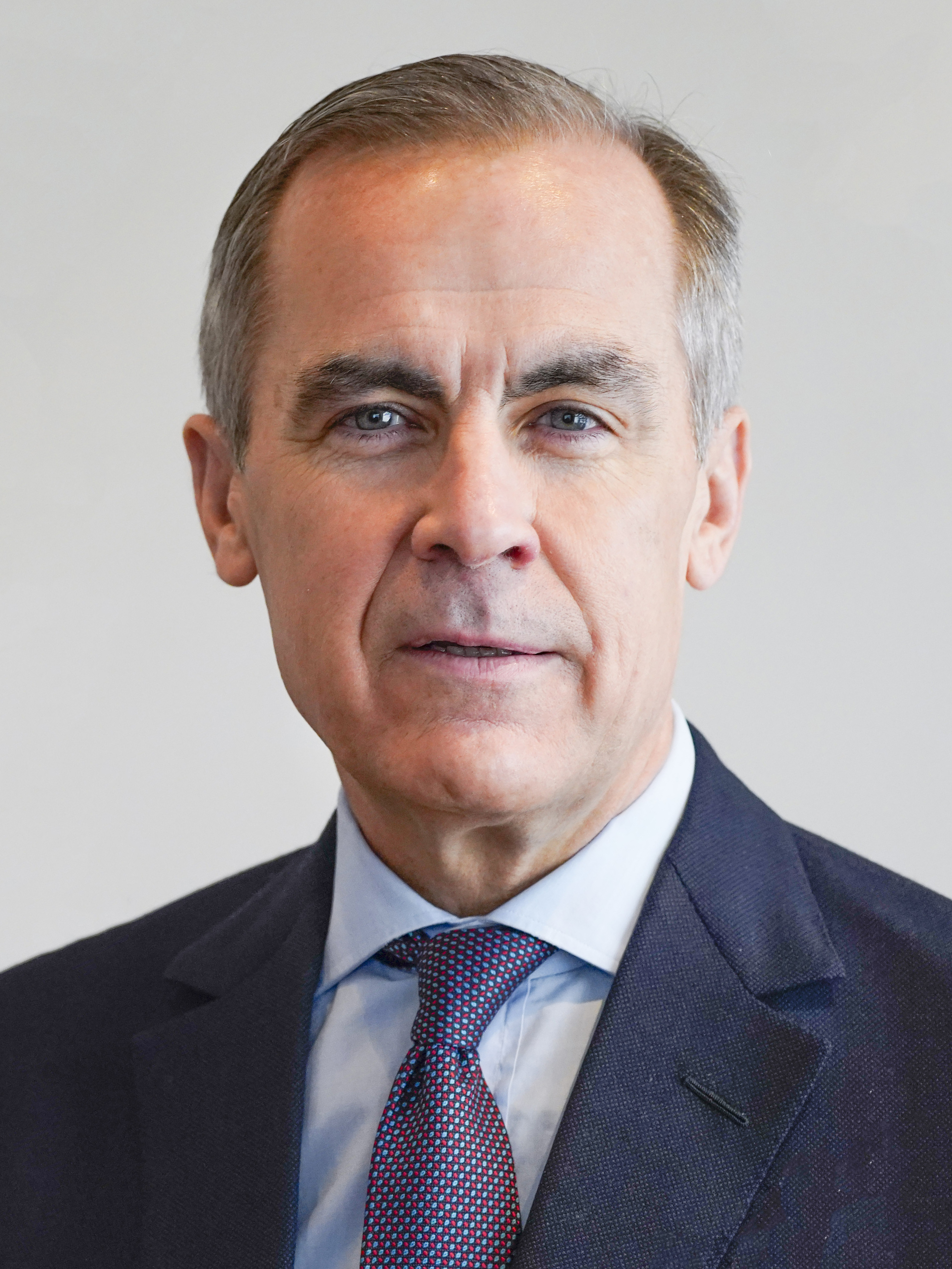
カナダ マーク・カーニー（首相）
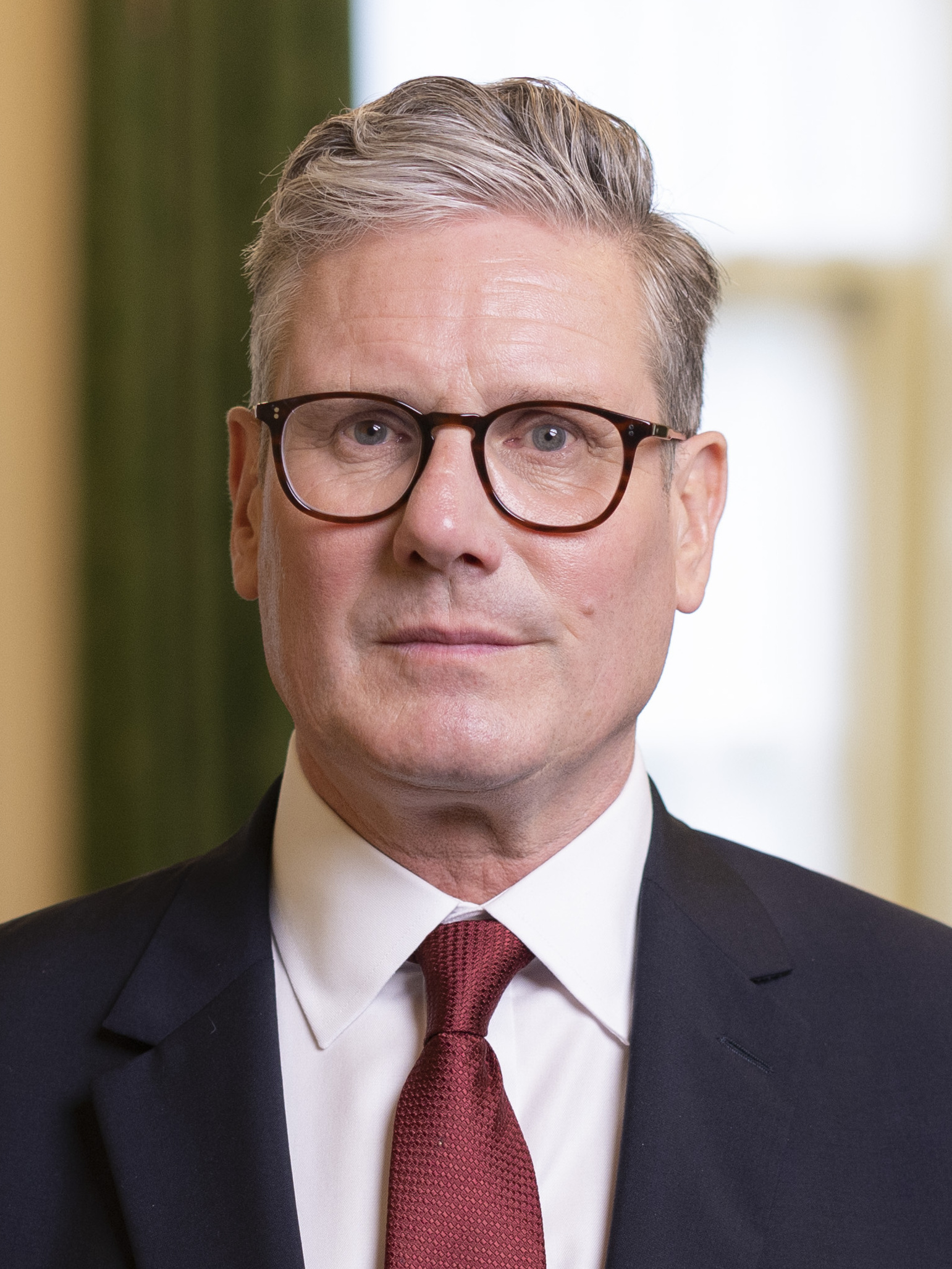
イギリス キア・スターマー（首相）
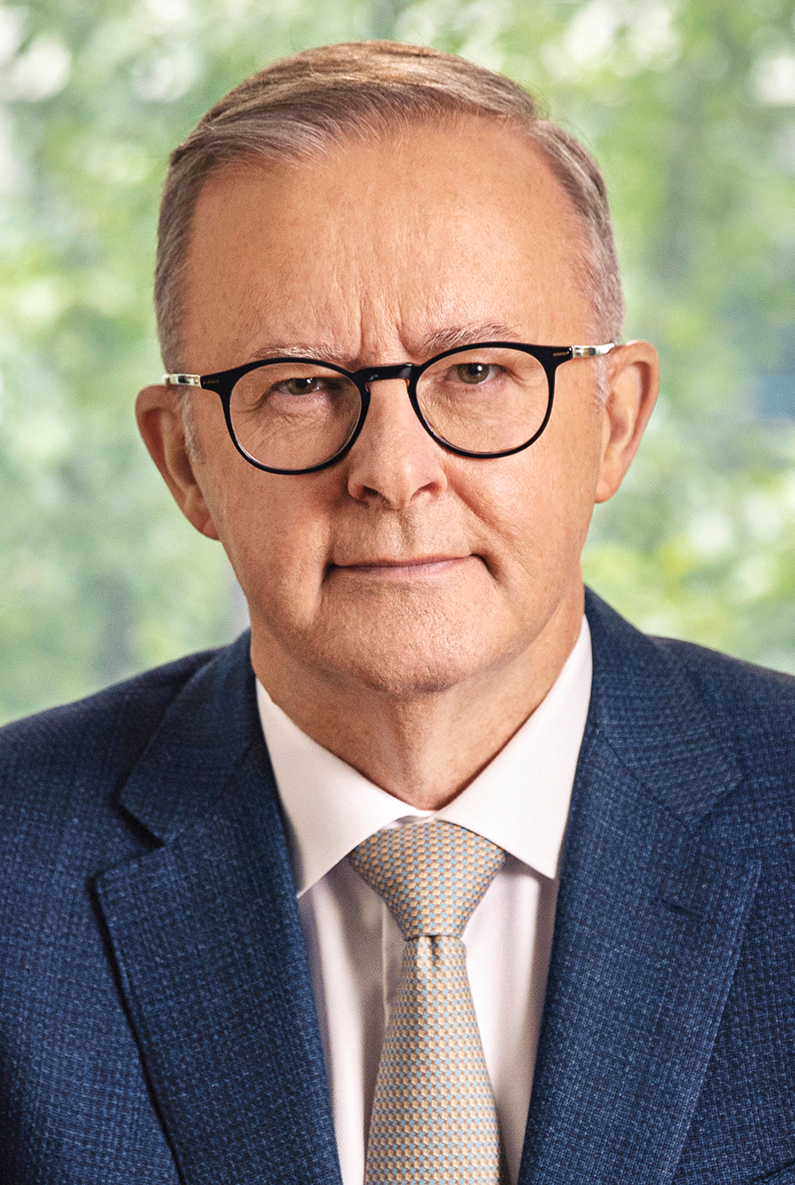
オーストラリア アンソニー・アルバニージー（首相）
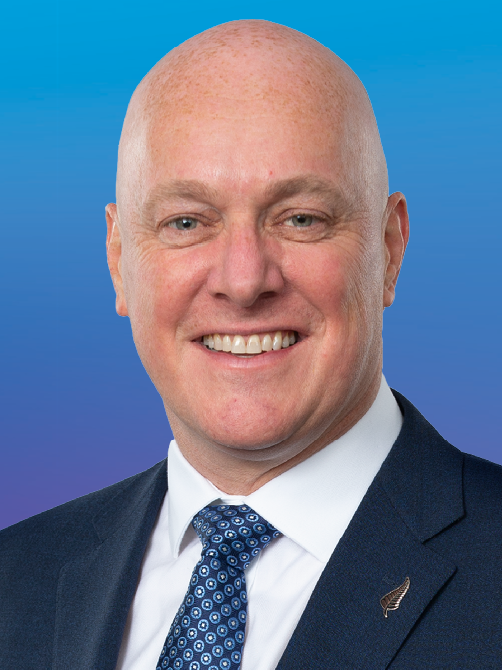
ニュージーランド クリストファー・ラクソン（首相）